# Jokto
Jokto (y; ang. yocto) – przedrostek jednostki miary oznaczający mnożnik 0,000 000 000 000 000 000 000 001 = 10−24 (jedna kwadrylionowa).